# Publius Aelius Hadrianus Afer
Publius Aelius Hadrianus Afer est un sénateur romain du Ier siècle, père d'Hadrien.

## Biographie
C'est l’un des descendants d’un groupe de colons italiens de installés à Italica, dans la province d’Hispanie, la future Bétique, située au sud de la péninsule Ibérique,. Les ancêtres d'Hadrien, les Aelii, sont originaires de Hadria dans le Picenium,. Italica est fondée en 206 av. J.-C. par un mélange de vétérans et de soldats romains et alliés italiens blessés ou malades de l'armée de Scipion l'Africain. Il est probable que le premier Aelius installé en Bétique provienne de cette armée, à l'instar du premier Ulpius, ancêtre de Trajan.
Il est né vers 46 et a grandi dans la ville d'Italica. Il vient d'une famille bien établie, riche et aristocratique de rang prétorien. Un Aelius Marullinus entre au Sénat pendant les guerres civiles républicaines et les Aelii deviennent par ailleurs une famille dominante à Italica et probablement dans la Bétique entière.
Son père est un sénateur romain du nom de Publius Aelius Hadrianus Marullinus. Il est le fils d'une noble romaine appelée Ulpia, sœur de Marcus Ulpius Traianus et tante paternelle de Trajan. Afer et Trajan sont donc des premières cousins maternels,. Afer signifie l'« africain ». Il avait une sœur, Aelia Hadriana, mariée avec  Lucius Dasumius Tuscus fils d'un Dasumius et frère de Dasumia, mariée avec Sextus Curvius Tullus et mère de Sextus Curvius Lucanus, et furent les parents de Dasumia Polla, les parents de Lucius Dasumius Tuscus, mariée avec Publius Calvisius Ruso Julius Frontinus, et de Lucius Dasumius Hadrianus, marié avec Mindia Matidia Minor, fille de Lucius Mindius, sénateur de rang consulaire, et de sa femme Salonia Matidia ou Salonia Matidia Major, nièce maternelle de Trajan, et eut un fils adoptif, Publius Dasumius Rusticus.
Afer épouse une certaine Domitia Paulina ou Domitia Paulina Major, une femme romaine issu d'une famille sénatoriale hispanique distingué qui vient de Gadès,. Ils ont pour enfants Aelia Domitia Paulina ou Domitia Paulina Minor, née en 75 et Hadrien, né en 76,.
Après avoir atteint la préture en 85, Afer meurt en 86, à l'âge de 40 ans. Son fils et sa fille sont mis sous la tutelle de son cousin Trajan et de Publius Acilius Attianus,,.

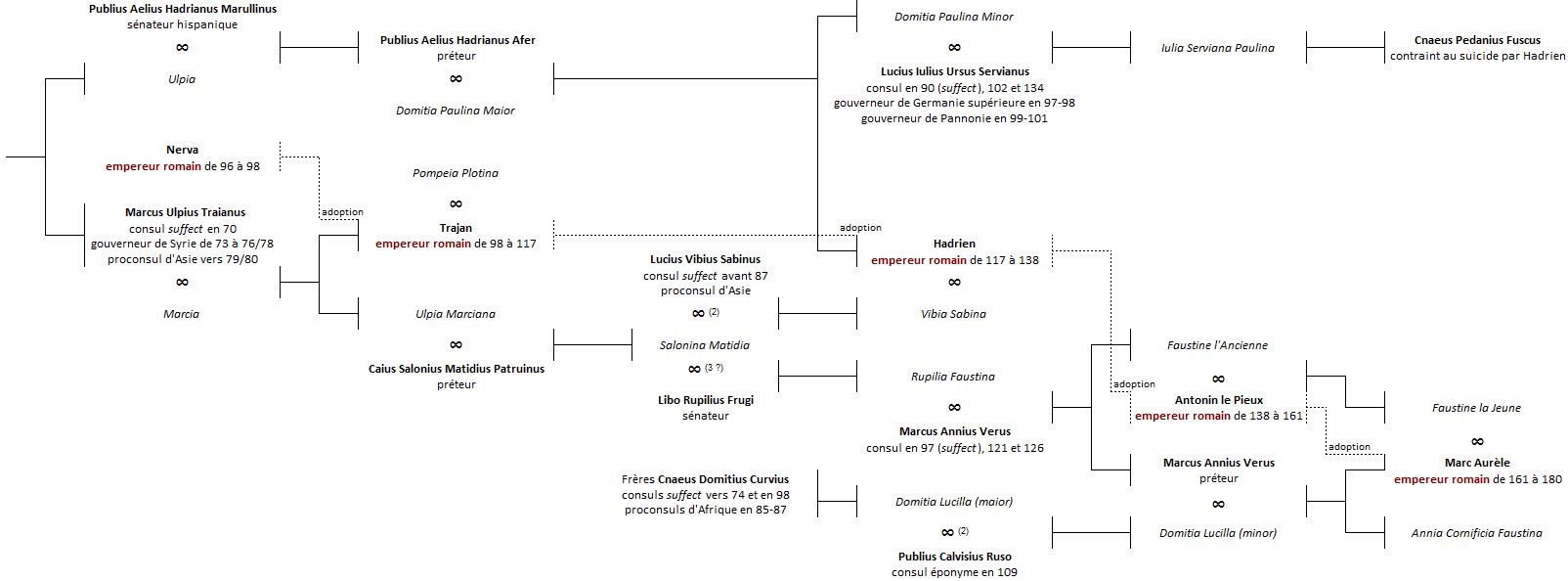
La famille de Trajan. Arbre non exhaustif.